# Palazzo Firrao

Le Palazzo Firrao est un édifice monumental situé au numéro 98 de la via Santa Maria de Costantinopoli, à Naples.
Encore récemment, le palais était le siège de l'Azienda Risorse Idriche Napoletana (ARIN - la Société des ressources hydriques de Naples).
Il est édifié dans les premières années du XVIe siècle. Racheté par la famille Firrao au début du XVIIe siècle, le palais est restructuré selon le style baroque de l'époque. Les travaux sont confiés à Cosimo Fanzago qui œuvra principalement sur la façade en piperno en la décorant d'un imposant portail, de pilastres à bossage, niches en cul-de-four, et fenêtres à frontons.
Au second étage, chacune des sept fenêtres est ornée d'un fronton cintré entrecoupé d'un médaillon à enroulements dans lequel est placée une sculpture en haut-relief  représentant le buste d'un souverain de la maison de Habsbourg : de gauche à droite, Philippe IV, Philippe II, Ferdinand II, Charles Quint, Ferdinand III,  Philippe III et  Charles II.

### Sources
- (it) Cet article est partiellement ou en totalité issu de l’article de Wikipédia en italien intitulé « Palazzo Firrao » (voir la liste des auteurs).